# Museu Municipal de Nàutica del Masnou

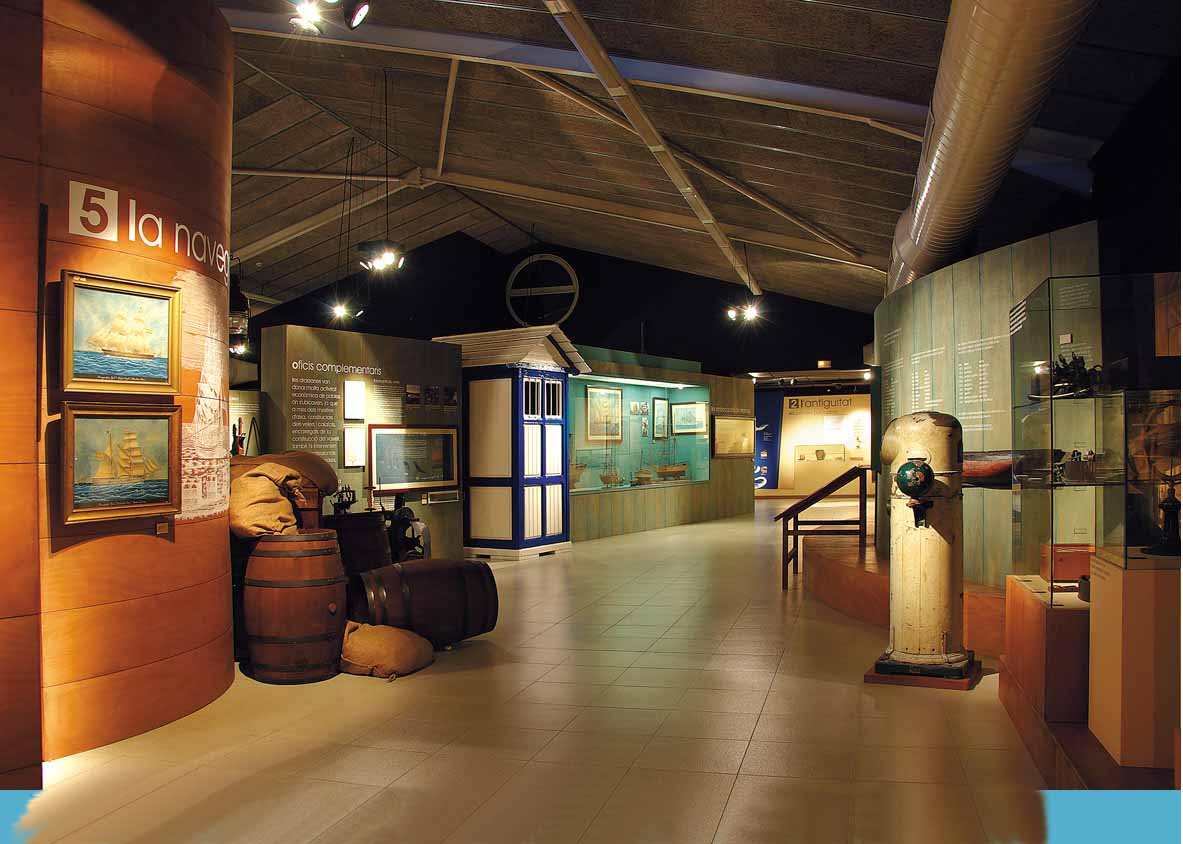
Interior del Museu Municipal de Nàutica del Masnou

El Museu Municipal de Nàutica del Masnou és un museu de titularitat municipal que té com a eix vertebrador la relació de la vila del Masnou amb la mar. Forma part de la Xarxa de Museus Locals de la Diputació de Barcelona, la Xarxa de Museus Marítims de la Costa Catalana i l'Associació de Museus Marítims de la Mediterrània.

## Història
El Museu va néixer fruit de l'esforç i la iniciativa d'un grup de ciutadans entusiasmats per conservar el patrimoni històric i cultural de la vila. Els seus orígens es remunten a l'any 1957 amb la creació d'un Patronat de gestió que consolidà els seus projectes el 1962 amb la inauguració de l'aleshores anomenat Museu Històric Arqueològic. El primer director fou Lluís Galera Isern.
Tot i que inicialment el museu es va centrar en la conservació i divulgació de peces arqueològiques procedents d'excavacions realitzades al Masnou, l'element marítim anà adquirint importància fins a esdevenir-ne emblemàtic. És per això que l'any 1990, els membres del Patronat acordaren denominar-lo Museu Municipal de Nàutica del Masnou.
L'Ajuntament del Masnou ha dut a terme importants tasques de recuperació i conservació del patrimoni marítim, amb l'objectiu de fer-ne difusió. Per tal de modernitzar-lo, es va tancar l'any 1999 per obrir-lo al públic totalment reformat i en unes noves instal·lacions l'any 2001. Posteriorment s'ha encarregat de la rehabilitació i la museïtzació de la Mina d'Aigua del Masnou.

## Exposició
El Museu Municipal de Nàutica està situat al poble del Masnou, a la comarca del Maresme, a 17 quilòmetres de Barcelona. És un lloc ideal per conèixer-hi la història de la costa catalana, ja que, a través dels diferents àmbits del Museu, es poden recórrer totes les etapes que ha viscut Catalunya d'una manera breu i didàctica:
1. La mar blava: Aquest espai permet conèixer com és el nostre fons marítim i quines espècies s'hi poden trobar.
2. L'antiguitat: El Museu conserva una col·lecció important de peces arqueològiques des del Neolític i especialment de l'època romana, fruit de les excavacions realitzades en una rica vil·la romana de la població.
3. El naixement d'un poble: A través de les restes locals es pot conèixer tota la història de la costa del Maresme, dels pobles de pescadors i les seves torres de vigilància.
4. Les embarcacions del Masnou: A través de les peces del Museu es pot entendre el funcionament de les antigues drassanes, la importància de l'ofici de mestre d'aixa i totes les feines vinculades a la navegació: els boters, ferrers, corders, fabricants de veles, etc.
5. La navegació: La col·lecció està relacionada amb la nàutica i destaca per la seva qualitat. S'hi poden trobar aparells de navegació, una pinacoteca de tema marítim i mostres de maquetes navals.
6. El comerç: En aquest àmbit, es pot reviure l'època més rellevant de la nostra població, endinsar-se en la dura vida dalt d'un vaixell durant els viatges transatlàntics del segle xix i conèixer quines eren les rutes més habituals.
7. L'herència marinera: S'hi poden veure les diferents arts de pesca que han arribat fins als nostres dies a partir de tota una sèrie d'objectes relacionats amb aquest ofici.
8. El Masnou del segle XX: A través d'imatges desconegudes i música inèdita del compositor Lluís Millet, es podrà gaudir d'un audiovisual de la història més recent de la població.

### Espai d'Art Cinètic Jordi Pericot
L'Espai d'Art Cinètic Jordi Pericot forma part del museu i és l'única col·lecció permanent d'art cinètic de l'Estat. És fruit de la donació feta per artista Jordi Pericot i Canaleta a l'Ajuntament del Masnou. Aquesta sala, inaugurada a finals de 2011, és un espai modern en el qual es pot veure una mostra de tot el conjunt de l'obra de l'artista dividida en sis àmbits, segons les diferents etapes per les quals ha evolucionat la seva trajectòria: 
1. Les albors del cinetisme. París (1963-1972)
2. El moviment per la reflexió. Miralls guerxos (1965-1968)
3. El moviment per la refracció. Plàstic estriat (1966-1971)
4. El mòdul cinètic T. Tronc de con (1968-1972)
5. La tensió entre ésser i buit. Formes, colors i buits (1971-1974)
6. El cinetisme orgànic. Les figures retòriques (1981-1984)

Jordi Pericot i Canaleta (el Masnou, 1931) s'introduí en les tècniques del cinema experimental a França, on inicià la seva trajectòria artística. En tornar-ne, va mantenir una destacada activitat cultural, especialment en la recerca de l'art cinètic. Així, creà el grup MENTE (Mostra Espanyola de Noves Tendències Estètiques), que agrupava personalitats com Oriol Bohigas, Ricard Bofill o Ricard Salvat, entre d'altres. Actualment, la seva obra està representada en museus d'art contemporani de Madrid, Sevilla, Eivissa, Iowa, Ottawa, Hèlsinki, Santiago de Xile, etc.
L'art cinètic és un corrent artístic basat en l'estètica del moviment. Així, en alguns casos, s'introdueixen motors i altres fonts d'energia en les obres. En d'altres, com és el cas de Jordi Pericot, es creen efectes òptics que simulen aquest moviment i provoquen que l'espectador es bellugui davant de l'obra per poder-lo experimentar.
El terme cinètic, relacionat amb les Belles Arts, va ser emprat per primera vegada l'any 1920 quan Gabo, en el seu manifest realista, rebutja «l'error heretat de l'art egipci que veia en els ritmes estàtics l'únic mitjà de creació plàstica», que va substituir pels ritmes cinètics o «formes essencials de la nostra percepció del temps real». Però no va ser fins als anys seixanta quan aquest terme es va classificar com una tendència artística.

### Mirada tàctil
El Museu compta també amb un mòdul multisensorial anomenat La Mirada Tàctil, un espai d'interpretació tàctil adreçat a tothom però especialment adaptat i dissenyat per aquells visitants que presenten alguns tipus de dificultats visuals, ceguesa o mobilitat reduïda.